# Littke Aurél
Littke Aurél (Pest, 1872. december 31. – Szeged, 1945. október 31.) magyar földrajztudós, főiskolai tanár és igazgató, szakfordító, ismeretterjesztő író.

## Életpályája
Littke János borkereskedő és Pucher Georgina fia. Az egyetem befejezése után, 1902-től a Budapesti Tudományegyetem Földrajzi Intézetének tanársegéde, 1908-ig Lóczy Lajos asszisztense volt. Ekkor még elsősorban a földrajz történeti részével foglalkozott.
1913-tól a budapesti Állami Polgári Iskolai Tanítóképző Intézet (Pedagógium) földrajzi tanszékén lett oktató. (1918-ban a tanárképzést főiskolai rangra emelték). Tudományos iskolájából olyan kiváló földrajztanárok kerültek ki, mint Kéz Andor (1891–1968), Marjalaki Kiss Lajos, Udvarhelyi Károly.
1913-tól 1919-ig Bátky Zsigmonddal közösen szerkesztette a Földrajzi Közleményeket. 1918-ban Bátky Zsigmond és Kogutowicz Károly geográfusokkal együtt részt vett a béketárgyalások háttéranyagaként készített Magyarország Néprajzi Térképe szerkesztésében.
1928-ban a tanárképzést a fővárosból Szegedre helyezték: a Pedagógium és az Állami Polgári Iskolai Tanítónőképző Intézet (Erzsébet Nőiskola) egyesítésével ott hozták létre az Állami Polgári Iskolai Tanárképző Főiskolát, a Szegedi Tudományegyetem Juhász Gyula Pedagógusképző Karának elődjét. Littke Aurél a főiskola 1928-ban alapított földrajz tanszékének első tanszékvezetője (1928–1938), 1932-től igazgatója volt, 70 évesen ment nyugdíjba. „Az ostromtól megviselt idegzete és az önvád” következtében 1945-ben öngyilkos lett.
Miután tanítani kezdett, nem sokat publikált, minden erejét a tanításra és az főiskolai munkára fordította. Szakfordítóként kiemelkedő teljesítménye Alfred Hettner német földrajztudós alapvető munkáinak magyarra fordítása, illetve részben átdolgozása.
Felesége Polgár Katalin volt, akit 1913. június 30-án Budapesten, a Ferencvárosban vett nőül.

## Munkái
- A Föld : a Föld múltja, jelene és felfedezésének története, Athenaeum, Budapest, 1906, A Föld felfedezése című fejezet (Budapest, 1906)
- Buda–Pest a török uralom korában (Budapest, 1908)

### Fordításai
- Alexander Supan: A fizikai földrajz alapvonalai. Ford. Bátky Zsigmond, Kogutowicz Károly, Littke Aurél (Budapest, 1910)
- Hettner Alfréd: A leíró földrajz alapvonalai. Ford. Littke Aurél, I–II. kötet, Egyetemi Nyomda, (Budapest, 1925–1926)